# Kolonel Borremans

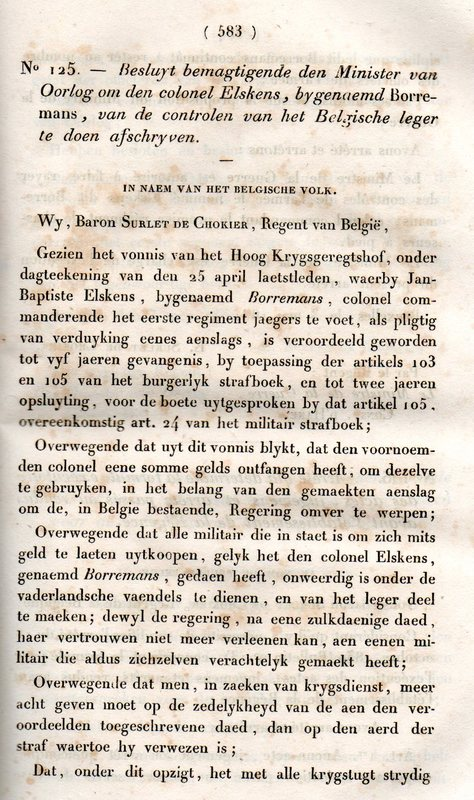
Besluyt bemagtigende den Minister van Oorlog om den colonel Elskens, bygenaemd Borremans, van de controlen van het Belgische Leger te doen afschryven (Koninklijk Besluit van 3 mei 1831, gepubliceerd in het Moniteur belge).

Kolonel Borremans (ook bekend als Van den Elsken) was de oprichter van de vrijwilligerseenheid Chasseurs de Bruxelles tijdens de Belgische Revolutie, de rellen in 1830 die tot de afscheuring van het zuidelijke deel van het Koninkrijk der Nederlanden en het ontstaan van België leidden. Hij speelde een belangrijke rol in de orangistische pogingen om de staatsgreep ongedaan te maken.

## Persoonlijk
Hij werd geboren als Jean - Baptiste Van den Elsken op 26 mei 1804 te Vorst. Hij trouwde op 28 juni 1827 met Marie Françoise Palstermans. Samen kregen ze drie kinderen: Adolphe, Clotilde en Edouard Hippolyte Charles Adrien. Hij was de zoon van Francois Van den Elsken en Marie Anne Josephe Mouchet, waarvan nog steeds de grafsteen terug te vinden is aan de gevel van de Sint Denijskerk van Vorst. Gerelateerde families zijn "Elsken", "Van den Elsken", "Van den Elschen" en "Van den Elsen".

## De "Chasseurs de Bruxelles"
Borremans, een 26-jarige brouwerszoon uit de omgeving van de Oude Graanmarkt in de Brusselse binnenstad, had gedurende de rellen van de maand augustus 1830 en in de aanloop naar de gevechten van 24 september een groep van ongeveer 200 vrijwilligers samengesteld die hij tot Chasseurs de Bruxelles had omgedoopt. De Brusselse Jagers vonden onderdak in de brandweerkazerne van de wijk rond de Oude Graanmarkt. De groep had deelgenomen aan de gevechten van 22 en 23 september en aan de strijd om het Brusselse Warandepark, waar het regeringsleger zich had teruggetrokken. Op 27 september werden de Chasseurs de Bruxelles door het Voorlopig Bewind van de opstandelingen erkend als geregelde troepen. Ze werden als eerste infanterie-eenheid in het nieuwe leger opgenomen. Dezelfde dag werd de eenheid aangevuld met 200 vrijwilligers uit de streek van Aat.
Borremans maakte snel carrière aan het hoofd van dit korps; hij werd majoor op 28 september en luitenant-kolonel op 5 oktober. Het korps heette ondertussen ook officieel Chasseurs de Bruxelles en telde ongeveer 450 man, verdeeld over zes compagnies en een staf. De Jagers droegen een reglementaire dracht, bestaande uit een blauwe kiel, een gekleurde lendenband, een zwarte politiemuts met flap en een driekleurige kokarde. Op 1 november vaardigde het Gouvernement Provisoire een decreet uit tot oprichting van het 1ste Regiment Jagers te Voet, waarvan de Chasseurs de Bruxelles van Borremans de kern uitmaakten. Het decreet werd bekrachtigd door het Nationaal Congres, het voorlopige wetgevende orgaan dat de grondwet moest uitwerken. Dat gebeurde op de eerste vergadering op 10 november. Pas op 25 februari 1831 werd Borremans, nu kolonel, effectief commandant van dit allegaartje dat, verdeeld over twee bataljons, was aangegroeid tot 950 mannen. Het kreeg Brussel als hoofdstandplaats toegewezen en werd geacht toe te zien op veiligheid en ordehandhaving.

## Orangistisch verzet
Wanneer het Voorlopig Bewind en het Nationaal Congres niet in staat bleek credibiliteit te verwerven bij de pers noch bij de luidruchtig, intimiderend agerende Franse intriganten op de publiekstribune bij de vergaderingen van het Congres, en tegen de achtergrond van de opstelling van een nieuwe grondwet en de kandidatuur van Lodewijk van Orléans (hertog van Nemours), zoon van de nieuwe Franse koning, Lodewijk Filips, voor het Belgische koningschap, groeide het orangisme weer aan. De orangisten bouwden een netwerk uit dat het rechtmatige bestuur wenste te herstellen en waar onder meer voormalig minister Gobbelschroy, de Luikse industrieel John Cockerill, de commandant van de troepen van het Voorlopig Bewind in Brugge Ernest Grégoire, het hoofd van de burgerwacht baron Emmanuel d'Hoogvorst en zijn broer Joseph, Charles Morel en de generaals Goblet en Van der Smissen bij waren betrokken. Geconfronteerd met het onvermogen van het nieuwe bestuur, raakte Borremans in het netwerk betrokken.
Wanneer de rattachistische minister Alexandre Gendebien op 23 maart 1831, de dag van zijn ontslag, de "Association Nationale" opricht, een op Frankrijk georiënteerde organisatie, die, indien zij geen aansluiting bij Frankrijk kon verkrijgen, in elk geval België de facto tot een vazalstaat van het koninkrijk van Lodewijk-Filips wilde herleiden, was voor de orangisten het sein tot de opstand gegeven. De "Association" hield op 24 maart een vergadering in de Vauxhall in het Brusselse Warandepark. Het orangistische netwerk besliste als een van de acties ter bevrijding van het land, kolonel Borremans, hoofd van de Jagers en geboren Brusselaar, eropuit te sturen om in uitgaansgelegenheden een aanhang te ronselen en de vergadering van de "Association" in de war te sturen. De kolonel toonde zich echter zo onvoorzichtig hardop voor de terugkeer van prins Willem-Frederik van Oranje te pleiten en bleek bovendien niet opgewassen tegen de retoriek van de kopstukken van de Association. Zijn overredingskracht liet hem in de steek en hij en zijn aanhangers verlieten de vergadering onverrichter zake.
De militaire interventie had dan nog niet plaatsgevonden; Borremans zou de volgende avond in zijn eigen wijk, aan de Oude Graanmarkt, gelijkgestemden warm maken voor de opstand. De kolonel bleek nog aangeslagen na het débacle van de dag voordien. In een moment van vertwijfeling gaf hij zich echter aan bij de politie van het nieuwe bewind, hetgeen een streep door de rekening van de orangisten was. De Britse gezant, Lord Ponsonby, adviseerde de orangisten daarom de interventie liever af te blazen. Verschillende leden van de verzetshaard konden ontkomen, maar Borremans werd voor het militair gerecht gedaagd en veroordeeld. Op 31 mei 1831 werd hij door het Hoger Militaire Gerechtshof veroordeeld en geschrapt uit de militaire rangen wegens: “het niet bekendmaken van een complot tegen de Belgische staatsveiligheid”. Naar aanleiding van zijn veroordeling ontstaan nog anti-orangistische rellen. Het regiment zelf werd naar Aalst-Dendermonde verplaatst. Borremans, die de beschuldiging altijd had ontkend, werd pas gratie verleend bij het huwelijk van Leopold I, die ondertussen de troon van het Belgische koninkrijk had aanvaard. Borremans verliet de gevangenis in september 1832.